# Gruppe E

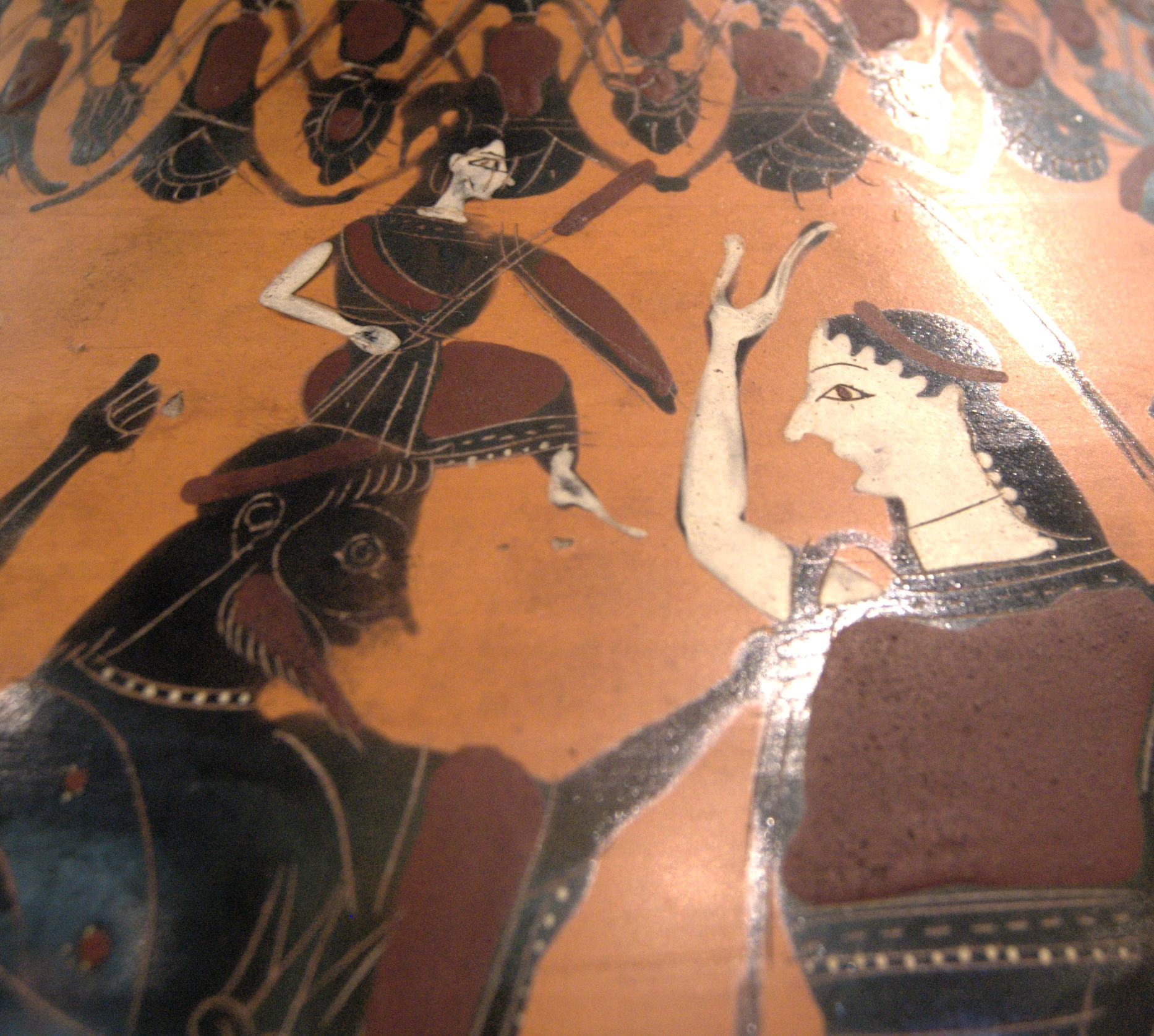
Athena wird aus dem Kopf des Zeus geboren, Amphora, drittes Viertel des 6. Jh. v. Chr., Louvre F 32

Die Gruppe E, auch E-Gruppe genannt, war eine Gruppe attischer Vasenmaler des schwarzfigurigen Stils. Sie wird in die Zeit zwischen 560 und 540 v. Chr. datiert.
Die Gruppe E – das E steht für Exekias – gilt als in sich relativ geschlossen. Sie ist „der Nährboden, aus dem die Kunst des Exekias entspringt“. Sie ist jedoch zeitlich früher anzusetzen als die meisten Werke des Exekias. Obwohl die meisten Vasen nur von einem Künstler bemalt wurden, ist anzunehmen, dass noch weitere Maler zur Gruppe gehörten. Die Gruppe E gilt als bedeutendste anonyme Gruppe attischer Vasenmaler, da sie zum einen qualitativ hochstehende Werke schuf, zum anderen waren es die ersten Künstler, die mit der künstlerischen Tradition der Art des Lydos brachen und neue Wege beschritten.

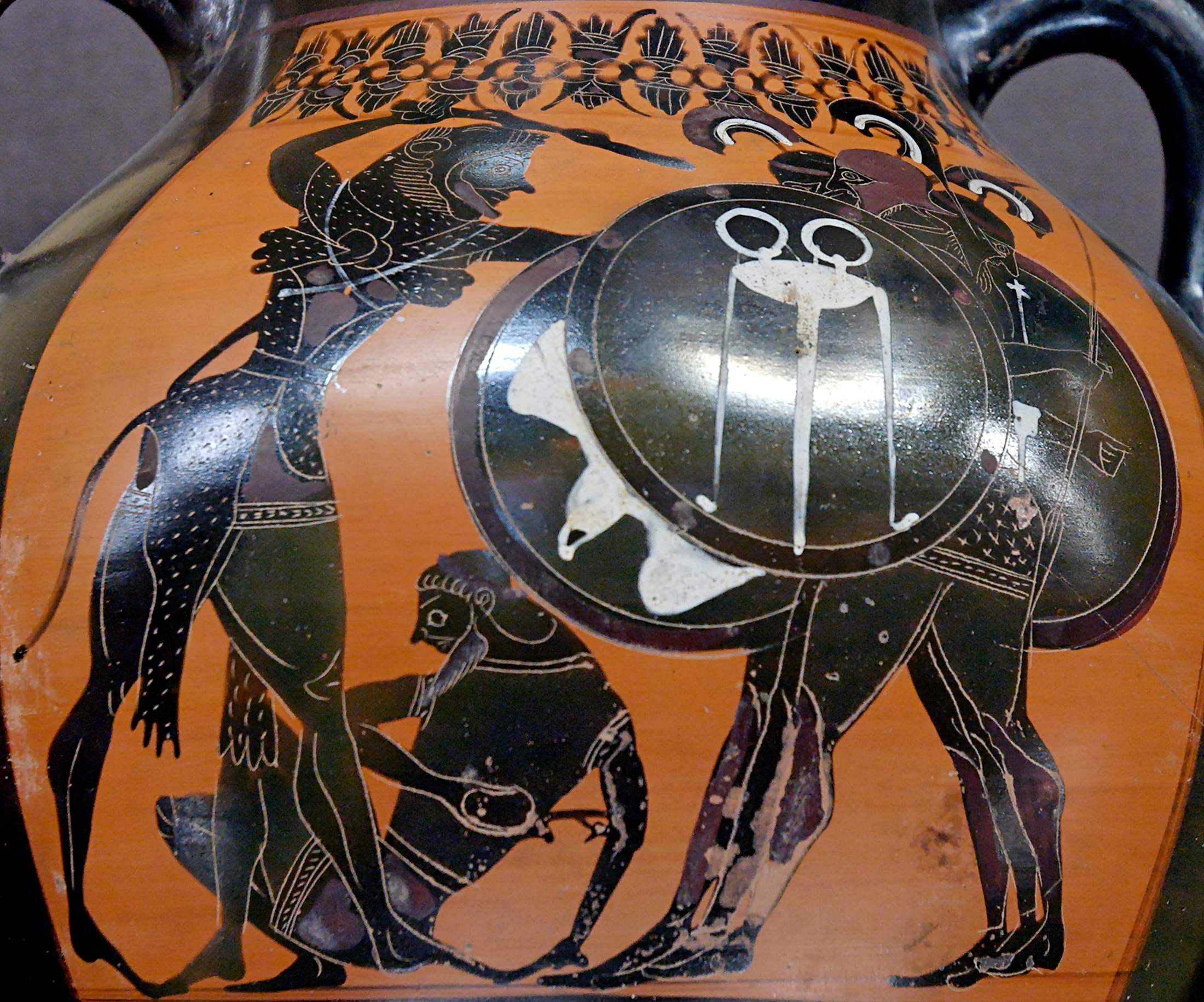
Herakles im Kampf mit Geryoneus, Amphora um 540 v. Chr., Louvre F 55

Die vorherrschende Gefäßform, die die Gruppe-E-Künstler bemalten, waren Bauchamphoren des Typs A. Alte Typen wie eiförmige Halsamphoren wurden ganz, Kolonettenkratere fast völlig aufgegeben. Kleine Gefäßtypen wurden von der Gruppe fast nicht bemalt. Neu war eine Halsamphorenform mit Henkelornamenten. Exekias töpferte, noch bevor er selbst als Maler in Erscheinung trat, zwei der überlieferten Vasen der Gruppe. Es sind die einzigen Vasen der Gruppe mit einer Töpfersignatur.
Die Zeichnungen der Gruppe haben weder die Monumentalität des vorhergehenden Lydos noch des nachfolgenden Exekias. Tierfriese gibt es bei der Gruppe E nicht mehr. Inhaltlich wiederholen sich immer wieder dieselben Themen: Herakles mit dem Löwen oder mit Geryoneus oder Theseus mit dem Minotauros. Im Laufe der zweiten Hälfte des 6. vorchristlichen Jahrhunderts setzte sich diese Art immer mehr durch. Eine bedeutende Neuerung waren auch die Lieblingsinschriften, die hier zum ersten Mal verwendet wurden. Erster so gewürdigter Ephebe war ein gewisser Stesias.